# Le Mac – Doppelt knallt’s besser
Le Mac – Doppelt knallt’s besser (im franz. Original Le Mac) ist eine französische Filmkomödie aus dem Jahr 2010 des Regisseurs Pascal Bourdiaux mit José Garcia in einer Doppelrolle.

## Handlung
Der erfolgreiche Zuhälter Ace ist ein Spitzel und soll der Polizei helfen, den eiskalten Gangsterboss Tiago Mendès bei einem Deal in Marseille zu überführen. Dieser verdächtigt Ace bereits, mit den Behörden zusammenzuarbeiten, und als Ace Tiagos Umgangsmethoden mit Verrätern sieht, bekommt er es mit der Angst zu tun, täuscht deshalb seinen Tod vor und lässt die Polizei im Stich.
Glücklicherweise fällt dieser kurz danach sein Zwillingsbruder Gilbert Chapelle in die Arme. Gilbert ist ein biederer Bankangestellter, der außerdem gerade mit dem Gesetz in Konflikt steht, da er aus Versehen jemanden erschossen hat. Um eine Strafminderung zu erlangen, muss er in die Fußstapfen seines ihm bislang unbekannten Bruders treten. Da der schüchterne und unsichere Gilbert charakterlich das genaue Gegenteil des schwerkriminellen Ace darstellt, gelingt die Ausbildung Chapelles zum Gangster, welche binnen 36 Stunden erfolgen muss, nur halbwegs. Dies führt dazu, dass Gilbert zunächst so manche Aktion gefährdet, was Mendès wiederum misstrauisch macht. Jedoch findet Gilbert zunehmend Gefallen an seiner Rolle, ebenso wie an Luna, der Lieblings-Prostituierten von Ace.
Gilbert schafft es mit der Zeit, zunehmende Fortschritte und Erfolge zu verbuchen, was ihm wiederum hilft, Tiagos Vertrauen zurückzugewinnen. Schwierig wird die Angelegenheit jedoch, als Ace während des finalen Coups wieder auftaucht, um sich mit dem Geld für die Übergabe aus dem Staub zu machen. Dabei wird er jedoch von seinen Handlangern, seiner Rabenmutter (die er bezüglich der Höhe des Geldbetrages angelogen hatte) sowie von Mendès’ Männern aufgehalten. Als Mendès mit Gilbert dazustößt, kommt es zu einer Schießerei, bei der alle Gangster inklusive Mendès ihr Leben verlieren. Die Polizei findet den angeschossenen Gilbert, der ihnen sagt: „Er ist mit dem Geld abgehauen. Er hat uns alle aufs Kreuz gelegt.“
In der letzten Szene wird enthüllt, dass die Zwillingsbrüder gemeinsame Sache gemacht und sich mit Aces Mädels nach Miami abgesetzt haben, wo es Gilbert gelingt, Mendès’ Konto zu knacken und so weiteres Geld zu transferieren.

## Hintergrund
- Der Film ist das Regiedebüt von Pascal Bourdiaux.[3]
- José Garcia war zunächst nicht überzeugt, als man ihm Auszüge des Drehbuchs zu lesen gab. Als Produzent Thomas Langmann später mit dem überarbeiteten Skript erneut auf Garcia zukam, willigte dieser schließlich ein.[3]
- In Frankreich wurden rund 1,5 Millionen Kinobesucher gezählt. Damit zählt der Film in seinem Heimatland zu den erfolgreichsten Komödien des Jahres 2010.[3]
- In den deutschen Kinos startete der Film am 21. April 2011.[4]
- In der deutschen Fassung wurden die Zwillingsbrüder Ace und Chapelle von Rick Kavanian synchronisiert.[5]
- Der ehemalige französische Fußball-Nationalspieler Sylvain Wiltord stellt sich in einem Gastauftritt selbst dar. In diesem verweigert er standhaft einen Wechsel zum FC Arsenal, für den er tatsächlich vier Jahre lang spielte.[6]

## Kritiken
„Manchmal nähert sich Regisseur Pascal Bordiaux gefährlich nah der Geschmacklosigkeit und der Region unterhalb der Gürtellinie, aber ohne wirklich abzustürzen, dazu treffen die kruden Dialoge zu genau ins Schwarze. Und gekonnte Slapstick-Szenen brechen jegliche Vulgarität. Auch wenn einige Wendungen vorhersehbar sind – andere überraschen – und einige Gewaltexzesse nicht in die humorvolle Verwechslungskomödie passen, allein Carmen Maura als durchtriebene und an Absurdität kaum zu übertreffende Mutter versöhnt mit sämtlichen Filmschwächen. […] Dieser Blödsinn macht einen Riesenspaß.“

„Die Geschichte ist so unoriginell wie der Held in seinem 70er-Jahre-Outfit – dem gleichen Jahrzehnt übrigens, aus dem auch die Dialoge stammen könnten. Fazit: Alberne Krimiklamotte mit abgegriffenen Witzen und uninspirierter Story.“

„Mit sichtlicher Freude am inhaltlichen und formalen Zitat werden nahezu sämtliche maskulinen Filmgenres verspottet, insbesondere Gangsterfilm und Western. […] Dabei ist die Geschichte eines Bankangestellten, der seinen Zuhälter-Bruder im Auftrag der Polizei verkörpern muss, zwar vollkommen nebensächlich, doch die souveräne Regie und ein bestens aufgelegtes Ensemble gleichen die trivialen Passagen gekonnt aus. Zwar verliert Bourdiaux auf der Zielgeraden seinen kreativen Drive, für witzige Unterhaltung ist bis dahin aber allemal gesorgt.“

„Aktionsreiche Verwechslungsfarce, die aus ihrer reizvollen Ausgangskonstellation trotz guter Darsteller kaum erzählerisches Kapital schlägt und zwischen plumpen, derben Gags und durch schlechtes Timing sabotierten Szenen versandet.“

„Le Mac – Doppelt knallt’s besser erfüllt seinen eigenen Anspruch, ebenso turbulente wie amüsante Unterhaltung zu bieten, voll und ganz. Mehr erreicht der Film nicht, aber mehr will er auch nicht. Nach der von Luc Besson initiierten Taxi-Filmreihe (1998–2007) ist Bourdiaux’ Werk ein weiterer Beitrag zur leichten, massenkompatiblen Komödie aus Frankreich, die dem Klischee vom sperrigen französischen Kunstfilm widerspricht. Da Le Mac deutlich mehr auf Slapstick als auf Wortwitz setzt, ist der Humor des Films durchaus exportierbar.“